# Bockenem
Bockenem är en stad i Landkreis Hildesheim i förbundslandet Niedersachsen i Tyskland.